# Scaphidium kurbatovi
Espèce
Scaphidium kurbatovi est une espèce de coléoptères de la famille des Staphylinidae et de la sous-famille des Scaphidiinae.

## Répartition et habitat
Cette espèce est décrite de Chine.

## Étymologie
Cette espèce est nommée en l'honneur de Sergey A. Kurbatov, qui collecte le matériel type.